# 박지윤 (가수)
박지윤(한국 한자: 朴志胤, 1982년 1월 3일 ~ )은 대한민국의 가수이다.

## 생애
- 서울특별시 강동구 이동(現 서울특별시 송파구 오륜동)에서 2녀 중 막내.
- 1993년 12살 때 하이틴 잡지 모델을 계기로,
- 1994년 해태제과 광고모델을 거쳐 1994년 SBS 청소년 드라마 《공룡선생》에서 드라마 아역 연기자로 활동했다.
- 1997년 로커스트의 곡을 리메이크한 〈하늘색 꿈〉으로 가수로 데뷔했으며,
- 2003년까지 6장의 정규 앨범을 발표, 〈Steal Away〉, 〈가버려〉, 〈성인식〉, 〈난 남자야〉 등이 연달아 히트하면서 인기 아이돌 스타의 반열에 올랐다.

- 2000년 4집을 준비하면서 JYP 엔터테인먼트에 이적했으나
- 2003년 초에 나온 6집 《Woo~ Twenty One》이 선정성 논란을 일으키며 19금 판정을 받아 완전히 실패했고, 이로 인해 JYP엔터테인먼트와 결별한 후에는 별다른 활동 없이 약 6년간의 휴식기를 가졌으며 같은 해 10월 26일 서울 강남구 청담사거리 부근에서 혈중알코올 농도 0.051%인 상태로 어머니 소유의 벤츠 승용차를 몰다 적발되어[3] 다음 날 운전면허 100일 정지됐다.
- 2009년 직접 설립한 기획사 박지윤 크리에이티브에서 자작곡을 담은 7집 《꽃, 다시 첫 번째》를 내놓으며 대중과 평단의 호응을 동시에 얻었다. 배우, 사진작가 등 다양한 영역에서 활동하고 있다.

- 2013년에 윤종신의 기획사인 미스틱89그리고가족로 이적했으며, 동명이인의 방송인 박지윤과 함께 영입되었다.
- 산이와 윤종신과 작업한 미니 싱글〈미스터 리〉를 발표하고 국내 주요 음원 사이트에서 1위를 차지하며 크게 선전하고 있다.

## 학력
- 서울세륜초등학교 (1994년 졸업)
- 오륜중학교 (1997년 졸업)
- 창덕여자고등학교 (2000년 졸업)
- 경희대학교 포스트모던음악학과 (졸업)
- 경희대학교 언론정보대학원 문화콘텐츠학과 (졸업)

## 앨범

### 정규 음반
| 제목                                   | 정보 | 가온 앨범 차트 | 가온 앨범 차트 | 가온 앨범 차트 | 판매량   |
| 제목                                   | 정보 | 주간           | 월간           | 연간           | 판매량   |
| -------------------------------------- | --- | -------------- | -------------- | -------------- | -------- |
| 《하늘색 꿈》                          | - 발매일: 1997년 12월 1일 - 발매사: CJ E&M - 기획사: 태원엔터테인먼트 - 포맷: CD, 디지털 다운로드          | -              | -              | -              | -        |
| 《Blue Angel》                         | - 발매일: 1998년 11월 11일 - 발매사: CJ E&M - 기획사: 태원엔터테인먼트 - 포맷: CD, 디지털 다운로드         | -              | -              | -              | -        |
| 《The Age Ain't Nothing But A Number》 | - 발매일: 1999년 8월 17일 - 발매사: CJ E&M - 기획사: 태원엔터테인먼트 - 포맷: CD, 디지털 다운로드          | -              | -              | -              | -        |
| 《성인식》                             | - 발매일: 2000년 7월 26일 - 발매사: 다날엔터테인먼트 - 기획사: JYP엔터테인먼트 - 포맷: CD, 디지털 다운로드 | -              | -              | -              | -        |
| 《Man》                                | - 발매일: 2002년 1월 11일 - 발매사: JYP엔터테인먼트 - 기획사: JYP엔터테인먼트 - 포맷: CD, 디지털 다운로드  | -              | -              | -              | -        |
| 《Woo~ Twenty One》                    | - 발매일: 2003년 2월 27일 - 발매사: JYP엔터테인먼트 - 기획사: JYP엔터테인먼트 - 포맷: CD, 디지털 다운로드  | -              | -              | -              | -        |
| 《꽃, 다시 첫번째》                    | - 발매일: 2009년 4월 23일 - 발매사: 소니뮤직 - 기획사: 박지윤크리에이티브 - 포맷: CD, 디지털 다운로드      | -              | -              | -              | -        |
| 《나무가 되는 꿈》                     | - 발매일: 2012년 2월 16일 - 발매사: 소니뮤직 - 기획사: 박지윤크리에이티브 - 포맷: CD, 디지털 다운로드      | 9              | 23             | -              | - 3,719+ |
| 《parkjiyoon9》                        | - 발매일: 2017년 3월 2일 - 발매사: 소니뮤직 - 기획사: 박지윤크리에이티브 - 포맷: CD, 디지털 다운로드       | 19             | -              | -              | -        |

### 싱글
- 2012 〈Quiet Dream〉
- 2013 〈미스터 (Mr.)〉
- 2014 〈Inner Space〉
- 2014 〈Yoo Hoo〉
- 2016 〈O〉

### 콜라보레이션 싱글
- 2013 《2013 월간 윤종신 Repair 9월호》
- 2016 《Mystic Holiday 2013》

### O.S.T.
- 1999: 〈Scarlet〉 - 일본 영화"오디션"Ending Theme song
- 2014: 〈오만과 편견 OST Part 2〉 (with 조형우)

### 노래
| 제목                                           | 발매일           | 가온 디지털 차트 | 가온 디지털 차트 | 가온 디지털 차트 | 다운로드 | 앨범                      |
| 제목                                           | 발매일           | 주간             | 월간             | 연간             | 다운로드 | 앨범                      |
| ---------------------------------------------- | ---------------- | ---------------- | ---------------- | ---------------- | -------- | ------------------------- |
| Quiet Dream                                    | 2012년 1월 31일  | 58               | -                | -                | 156,277+ | 나무가 되는 꿈            |
| 나무가 되는 꿈                                 | 2012년 2월 16일  | 39               | -                | -                | 191,732+ | 나무가 되는 꿈            |
| I Do                                           | 2012년 6월 4일   | 64               | -                | -                | 78,532+  | MBC 《아이두 아이두》 OST |
| 굿바이 (With. 윤종신)                          | 2013년 9월 3일   | 60               | -                | -                | 33,777+  | 행보 2013 윤종신          |
| 미스터리 (Feat. San E)                         | 2013년 10월 21일 | 2                | 12               | -                | 789,226+ | Mr.                       |
| 목격자                                         | 2013년 10월 21일 | 60               | -                | -                | 34,147+  | Mr.                       |
| 크리스마스 소원 (With. 박지윤, 장재인, 퓨어킴) | 2013년 12월 12일 | 43               | 72               | -                | 114,374+ | -                         |
| Beep                                           | 2014년 2월 17일  | 12               | 55               | -                | 124,911+ | Inner Space               |
| 나의 뇌구조                                    | 2014년 2월 17일  | -                | -                | -                | 14,894+  | Inner Space               |
| 유후                                           | 2014년 7월 10일  | 55               | -                | -                | 76,617+  | Yoo Hoo                   |

## 가수 외 활동

### 드라마, 시트콤
- 1994년 SBS 청소년드라마 《공룡선생》
- 1994년 KBS 단막극 《드라마게임 - 편도티켓》
- 1995년 SBS 일일시트콤 《LA아리랑》
- 1998년 MBC 청춘시트콤 《남자 셋 여자 셋》
- 1999년 SBS 미니시리즈 《고스트》 ... 준희 역
- 2001년 MBC 시트콤 《뉴논스톱》
- 2004년 SBS 미니시리즈 《2004 인간시장》 ... 오다혜 역
- 2008년 SBS 금요드라마 《비천무》 ... 타루가 설리 역
- 2008년 중국 CCTV 한중 합작드라마 《대극장》 ... 쉬잉 역
- 2011년 SBS 미니시리즈 《내게 거짓말을 해봐》 ... 박 매니저 역
- 2012년 채널A 미니시리즈 《굿바이 마눌》 ... 오향기 역
- 2012년~2013년 KBS 일일시트콤 《닥치고 패밀리》 ... 우지윤 역
- 2013년~2014년 KBS 수목드라마 《예쁜 남자》 ... 묘미 역

### 뮤지컬
- 1999년 《미녀와 야수》 미녀 역
- 2008년 《클레오 파트라》 클레오 파트라 역

### 영화
- 1998년 10월 3일 개봉, 《키스할까요》 - 주유원 역
- 2010년 4월 22일 개봉, 《서울》 - 지혜 역
- 2012년 9월 6일 개봉, 《청포도 사탕: 17년 전의 약속》 - 이소라 역

### 예능
- 2015년 MBC 《미스터리 음악쇼 복면가왕》 - 내숭 백단 호박씨

### 라디오
- 2015년 11월 16일 ~ 2016년 9월 25일 : MBC FM4U 《박지윤의 FM 데이트》
- 2017년 1월 ~ 현재 Magazine<B> 팟캐스트 진행《B CAST 보관됨 2017-08-30 - 웨이백 머신》

### 뮤직비디오
- 노을 1집 〈붙잡고도〉, 〈아무리〉, 〈인연〉, 〈I KNOW〉

### 광고
| 기업명       | 브랜드명(종류)      | 기업명          | 브랜드명(종류)     |
| ------------ | ------------------- | --------------- | ------------------ |
| 나드리화장품 | 멜 커버링 파우더    | 피어리스 화장품 | 드방세             |
| 한불화장품   | 바센                | LG유플러스      | 카이               |
| 남영비비안   | 비비안 에어볼륨브라 | 불분명          | GUESS              |
| 불분명       | 잠뱅이              | 에스콰이아      | 미네라인           |
| 애경         | 리앙뜨              | 크리스챤디올    | 뉴 클린저          |
| 해태제과식품 | 쵸코틴틴            | 동아오츠카      | 데자와             |
| 롯데제과     | 디토                | 엡손(EPSON)     | 스타일러스 포토895 |
| 삼성전자     | 애니콜(휴대전화)    | KTF             | EVER(휴대전화)     |

### 출판
- 2007년 10월 15일 사진집 《비밀정원》 발간

## 수상

### 시상식
| 연도   | 시상식 |
| ------ | --- |
| 1998년 | - SBS 가요대전 신인상 |
| 1999년 | - KBS 가요대상 본상 - SBS 가요대전 10대가수상 |
| 2000년 | - 제15회 골든디스크상 본상 - 제11회 서울가요대상 본상 - KBS 가요대상 본상 - SBS 가요대전 본상 - KMTV 가요대전 본상 - M.net 아시안뮤직어워드 여자 솔로 부문 |
| 2001년 | - 제12회 서울가요대상 본상 |
| 2002년 | - 제17회 골든디스크상 뮤직비디오 인기상 - 제3회 차이니즈 내셔널 뮤직차트 시상식 베스트 외국인 노래상 - KBS 가요대상 본상                                   |
| 2003년 | - 4월 4일 대만 《G뮤직 어워드》 - 최고 인기 한국 가수상 |
| 2009년 | - 제35회 디지털 뮤직 어워드 탐음매니아상 |

### 공중파 가요 프로그램 1위
| 연도            | 공중파 가요 프로그램 1위 (총 6회) |
| --------------- | --- |
| 1999년 (총 4회) | - 소중한 사랑 (총 1회) - 2월 2일 KBS 《뮤직뱅크》 MVP - Steal Away (총 1회) - 4월 6일 KBS 《뮤직뱅크》MVP - 가버려 (총 1회) - 9월 5일 SBS 《인기가요》 1위 - 아무것도 몰라요 (총 1회) - 9월 25일 MBC 《생방송 음악캠프》 MVP |
| 2000년 (총 1회) | - 성인식 (총 1회) - 9월 19일 KBS 《뮤직뱅크》 1위 |
| 2003년 (총 1회) | - DJ (총 1회) - 3월 30일 SBS 《인기가요》 뮤티즌송 |

※이 외 〈하늘색 꿈 (1집)〉, 〈아무 것도 몰라요 (3집)〉, 〈달빛의 노래 (4집)〉, 〈미스터리 (Mr. Lee, 싱글앨범)〉 등이 공중파 및 케이블 1위후보에 올랐다.